# Sweetheart Like You
Sweetheart Like You – piosenka skomponowana przez Boba Dylana, nagrana przez niego w kwietniu 1983 r., wydana na albumie Infidels w listopadzie 1983 r. oraz jako singel.

## Historia i charakter utworu
Utwór ten został nagrany w studiu A Power Plant w Nowym Jorku 18 kwietnia 1983 r. Była to siódma sesja nagraniowa tego albumu. Producentem sesji byli Mark Knopfler i Bob Dylan.
Dylan po wydaniu tej piosenki na albumie został oskarżony od seksizm, gdyż stwierdza w niej, że kobieta powinna być w domu, gdzie jest jej miejsce i w dodatku pyta ją, co ona "robi w śmietniku jak ten?" Niezależnie od różnych prób wytłumaczenia Dylana, co najmniej dziwne wydaje się umieszczenie tego utworu na albumie, a jeszcze dziwniejsze - wydanie go jako singla, i to mając do dyspozycji arcydzieło "Blind Willie McTell", które zostaje usunięte w ogóle z albumu.
Być może jednak należy odczytywać ten utwór całkiem inaczej. Na najgłębszym poziomie, ten śmietnik jest po prostu Piekłem, a narrator jest może Diabłem. Inną możliwością interpretacyjną jest zupełne odwrócenie sytuacji: narratorem jest Bóg, a kobieta jest Marią, matką Jezusa. Wspomnienie w tekście o tym, że dom jej ojca posiada wiele "rezydencji" jest jasnym odniesieniem do nowotestamentowego Boga i pojęcia Nieba.

## Muzycy
- Bob Dylan – wokal, harmonijka, keyboard, gitara
- Mark Knopfler – gitara
- Mick Taylor – gitara;
- Alan Clark – instrumenty klawiszowe
- Robbie Shakespeare – gitara basowa
- Sly Dunbar – perkusja

## Dyskografia
Singel
- "Sweetheart Like You"/"Union Sundown"  - wydany w grudniu 1983 r.

Albumy
- Infidels (1983)

## Wykonania piosenki przez innych artystów
- Tony Rice – Me & My Guitar (1983)
- Judy Collins – Judy Sings Dylan...Just Like a Woman (1993)
- Andrew Hyra na albumie różnych wykonawców Tribute to Bob Dylan, Volume 1 (1994)
- Jimmy LaFave – Buffalo Return to the Plains (1995)
- Rod Stewart – A Spanner in the Works (1995)
- The Zimmermen – Dungeon Tapes (1996)
- Mary Cutrufello – Songs from the 6 (2001)
- Guy Davis na albumie różnych wykonawców A Nod to Bob (2001)
- Judy Collins na albumie różnych wykonawców Doin' Dylan 2 (2002)

## Listy przebojów
| Rok  | Singel                | Lista             | Pozycja |
| ---- | --------------------- | ----------------- | ------- |
| 1983 | "Sweetheart Like You" | Billboard Hot 100 | 55      |